# Liste von Persönlichkeiten der ETH Zürich
Dies ist eine Liste von Persönlichkeiten der ETH Zürich.

## Nobelpreisträger

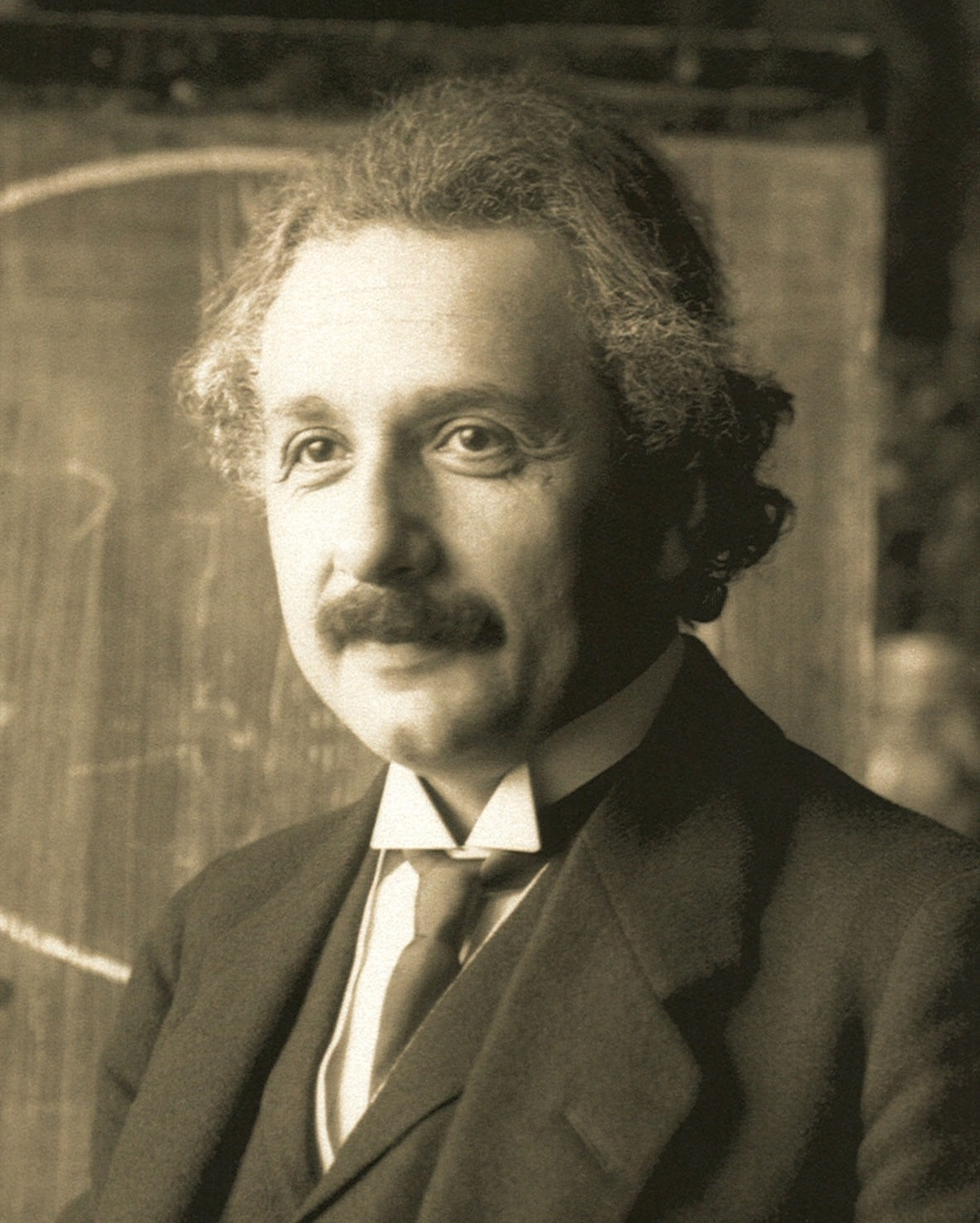
Albert Einstein, 1921

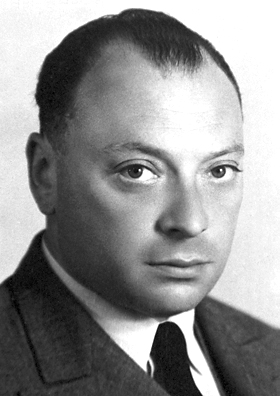
Wolfgang Pauli, 1945

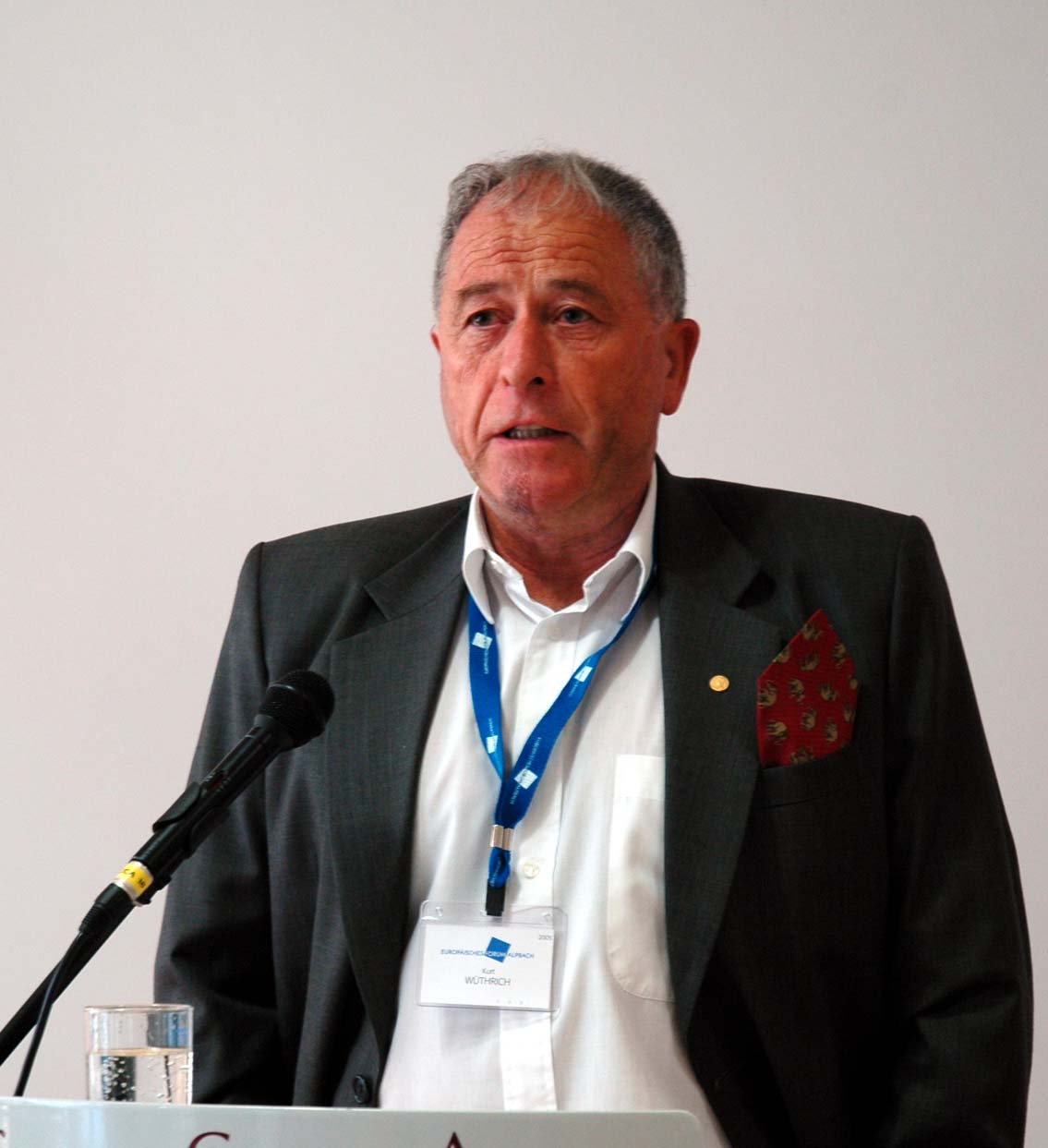
Kurt Wüthrich, 2005

Gemäss offiziellen Angaben der ETH Zürich stehen 21 Nobelpreisträger mit der Hochschule in Verbindung. Die Liste enthält nur ETH-Absolventen sowie Professoren, die für ihre Forschungsarbeit an der ETH Zürich ausgezeichnet wurden.

### Nobelpreis für Physik
- 1901: Wilhelm Conrad Röntgen (1845–1923), Absolvent
- 1920: Charles Édouard Guillaume (1861–1938), Absolvent
- 1921: Albert Einstein (1879–1955), Absolvent und Professor
- 1943: Otto Stern (1888–1969), Dozent
- 1945: Wolfgang Pauli (1900–1958), Professor
- 1952: Felix Bloch (1905–1983), Absolvent
- 1986: Heinrich Rohrer (1933–2013), Absolvent
- 1987: Georg Bednorz (* 1950), Absolvent
- 1987: Karl Alexander Müller (1927–2023), Absolvent

### Nobelpreis für Chemie
- 1913: Alfred Werner (1866–1919), Absolvent und Dozent
- 1915: Richard Willstätter (1872–1942), Professor
- 1918: Fritz Haber (1868–1934), Assistent
- 1936: Peter Debye (1884–1966), Professor
- 1938: Richard Kuhn (1900–1967), Professor
- 1939: Lavoslav Růžička (1887–1976), Professor
- 1953: Hermann Staudinger (1881–1965), Professor
- 1975: Vladimir Prelog (1906–1998), Professor
- 1991: Richard R. Ernst (1933–2021), Professor
- 2002: Kurt Wüthrich (* 1938), Professor

### Nobelpreis für Medizin
- 1950: Tadeus Reichstein (1897–1996), Professor
- 1978: Werner Arber (* 1929), Absolvent

### Weitere Nobelpreisträger mit Verbindung zur ETH
- 1912: Gustaf Dalén (1869–1937), Physik, studierte 1896 ein Jahr lang Maschinenbau an der ETH
- 1968: Har Gobind Khorana (1922–2011), Medizin, war 1948–1949 Postdoc an der ETH
- 1968: Lars Onsager (1903–1976), Chemie, war 1926–1928 Assistent von ETH-Professor Peter Debye
- 2010: Richard F. Heck (1931–2015), Chemie, war Postdoc an der ETH

## Die ersten Doktoren
Seit 1909 vergibt die ETH Zürich Doktorgrade. Die ersten Doktoren waren:
| Doktor                  | Promotion     | Mündliche Prüfung   | Doktor These                                              | Datum These | Studium   | Referent            | Korreferent         |
| ----------------------- | ------------- | ------------------- | --------------------------------------------------------- | ----------- | --------- | ------------------- | ------------------- |
| Stefan Dorogi           | 1909/1910     | 1909/1910           | Ueber Anilinschwarz                                       | Okt. 1909   | Chemie    | Richard Willstätter | Maurice Cérésole    |
| Heinrich Hermann Escher | 1909/1910     | 1909/1910           | Zur Kenntnis des Carotins und des Lycopins                | Ende 1909   | Chemie    | Richard Willstätter | Maurice Cérésole    |
| Jean Piccard            | 1909/1910     | 1909/1910           | Ueber Konstitution und Farbe der Chinonimine              | Okt. 1909   | Chemie    | Richard Willstätter | Maurice Cérésole    |
| Heinrich Kubli          | Jan. 1910     | 1909/1910           | Zur Kenntnis der Chinonimine und der Chinone              | Ende 1909   | Chemie    | Richard Willstätter | Frederick Treadwell |
| Hermann Fritzsche       | Jan. 1910     | 1909/1910           | Ueber den Abbau von Chlorophyll durch Alkalien            | Ende 1909   | Chemie    | Richard Willstätter | Frederick Treadwell |
| Hedwig Delpy ♀          | 17. Dez. 1909 | 13. Dez. 1909 16:00 | Beiträge zur Kenntnis pharmazeutisch verwendeter Labiaten | Ende 1909   | Pharmazie | Carl Hartwich       | Carl Schroeter      |

## Professoren und wissenschaftliche Mitarbeiter (Auswahl)

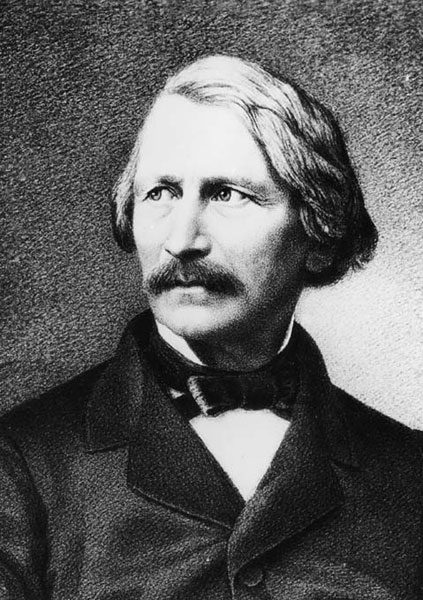
Gottfried Semper, Architekt

- Jakob Ackeret (1898–1981), 1931–1967 Professor für Aerodynamik. Führte die Mach’sche Zahl für Überschallgeschwindigkeiten ein, Schöpfer der relativistischen Raketentheorie und Erfinder des Verstellpropellers.
- Lars Valerian Ahlfors (1907–1996), Professor für Mathematik, Gewinner der Fields-Medaille 1936.
- Alfons Baiker (* 1945), Professor für Technische Chemie, bedeutender Katalyseforscher
- Hans Boesch (1926–2003), 1970 ETH-Adjunkt für Verkehrsplanung, HTL-Tiefbautechniker und Schriftsteller. Beschäftigte sich in zahlreichen Romanen (z. B. „Das Gerüst“, 1960) mit der technischen Zivilisation und ihren Kosten.
- Armand Borel (1923–2003), Professor für Mathematik 1955–1957 und 1983–1986
- Hermann Burger (1942–1989), 1974–1989 Privatdozent für deutsche Sprache und Literatur. Schriftsteller, analysierte in „Die künstliche Mutter“ (1982) unter anderem auch die ETH.
- Rudolf Clausius (1822–1888), 1855–1867 Professor für Physik. Formulierte den ersten und den zweiten Hauptsatz der Thermodynamik (1850 bzw. 1857) und prägte den Begriff der „Entropie“.
- Arno Brandlhuber (1964), seit 2017 Professor für Architektur
- François Charbonnet (* 1972), Professor für Architektur und Design seit 2018
- Karl Culmann (1821–1881), 1855–1881 Professor für Ingenieurwissenschaften. Pionier der Eisenkonstruktion und der Wildbachverbauung. Revolutionierte mit seinem Hauptwerk „Die Graphische Statik“ (1866) das Bauingenieurwesen.
- Richard Dedekind (1831–1916), 1858–1862 Professor für Mathematik. Verfasser zahlreicher Arbeiten zu abstrakter Algebra, algebraischer Zahlentheorie, Gruppentheorie, Ringtheorie und Mengenlehre. Führte die reellen Zahlen  mithilfe des Dedekindschen Schnitts als erster exakt ein.
- Hedwig Delpy (1881–1967), 1910–1912 Assistentin für Pharmazie. Unter den ersten sechs Doktoren der ETH Zürich und die einzige Frau.
- Beno Eckmann (1917–2008), 1948–1984 Professor für Mathematik. Verfasste bahnbrechende Arbeiten in der algebraischen Topologie, der Kategorientheorie und der Gruppentheorie.
- Paul Feyerabend (1924–1994), 1979–1991 Professor für Philosophie der Wissenschaften. Stellte mit „Against Method“ (1974) das Selbstverständnis des zunehmenden Wissensfortschritts aus postmoderner Perspektive fundamental in Frage.
- Fritz Fischer (1898–1947), 1933–1947 Professor für technische Physik. Erfand an der Abteilung für industrielle Forschung (AfiF) u. a. ein Fernseh-Projektionsverfahren (Eidophor), Gründer der Firma Contraves.
- Ferdinand Georg Frobenius (1849–1917), Professor für Mathematik 1875–1892
- Marcel Grossmann (1878–1936), Professor für Mathematik 1907–1927
- Romina Grillo (* 1984), wissenschaftliche Mitarbeiterin für Architektur
- Albert Heim (1849–1937), 1873–1911 Professor für Geologie. Theoretiker der Gebirgsbildung und sehr populärer Erforscher der Alpenwelt. Setzte sich u. a. für Tier- und Landschaftsschutz, Feuerbestattung und die Gleichberechtigung der Frauen ein.
- Lavinia Heisenberg (* 1983), Professorin für theoretische Physik und Kosmologie
- Patrick Heiz (* 1973), Professor für Architektur und Design seit 2018
- Heinz Hopf (1894–1971), Professor für Mathematik 1931–1965
- Adolf Hurwitz (1859–1919), Professor für Mathematik 1892–1919
- Eduard Imhof (1895–1986), 1925–1965 Professor für Topographie und Kartographie. Stellte die Kartographische Geländedarstellung international auf ein zuvor unerreichtes Niveau und prägte mit seinen Schulatlanten das Weltbild der Schweizerinnen und Schweizer.
- Otto Jaag (1900–1978), 1945–1970 Professor für Hydrologie, Abwasserreinigung und Gewässerschutz. Direktor der EAWAG, Gewässerschutzpionier. Der Aufbau von Kläranlagen in der Schweiz geht weitgehend auf seine öffentliche Wirksamkeit zurück.
- Carl Gustav Jung (1875–1961), 1933–1941 Privatdozent für Psychologie, 1935 Titularprofessor. Begründer der „Analytischen Psychologie“ als Weiterentwicklung der Freudschen Psychoanalyse und Schöpfer des Konzepts der „Archetypen“.
- Rudolf Kálmán (1930–2016), Elektroingenieur und Mathematiker
- Gustav Adolf Kenngott (1818–1897) war 1856–1893 Professor für Mineralogie. Direktor des Poly 1875–1881.
- Regula Kyburz-Graber (* 1951) Biologin, erste Professorin für Gymnasialpädagogik an der Universität Zürich
- Ernst Laur (1871–1964), 1908–1935 Professor für landwirtschaftliche Betriebslehre. Gründer und Direktor des Bauernverbandes (1897), Agrarpolitiker, der durch gezielte Modernisierung die Schweizer Landwirtschaft zu erhalten versuchte.
- Jan Kinsbergen (* 1967), Architekt und Oberassistent
- Hans Künzi (1924–2004), Professor für Mathematik, (1970) Regierungsrat des Kantons Zürich, (1971) Nationalrat
- Hans Leibundgut (1909–1993), bedeutender Forstwissenschaftler, Vertreter des naturnahen Waldbaues freien Stils und Pionier der Urwaldforschung, war 1940–1979 Professor für Waldbau
- Felix Lincke (1840–1917), Professor für Maschinenbau (1868–1872)
- Christian Menn (1927–2018), 1971–1992 Professor für Baustatik und Konstruktion. Galt als der bedeutendste Schweizer Brückenbauer seiner Zeit.
- Hermann Minkowski (1864–1909), Professor für Mathematik 1896–1902
- Jürgen Moser (1928–1999), Professor für Mathematik 1980–1995
- Adolf Muschg (* 1934), seit 1970 Professor für deutsche Sprache und Literatur. Schriftsteller.
- Gabriel Narutowicz (1865–1922), Professor für Wasserbau 1907–1919. 1920–1922 Minister der 2. polnischen Republik, 1922 deren 1. Präsident
- Luca Ortelli (* 1956), Architekt und wissenschaftlicher Mitarbeiter bei Fabio Reinhart
- Michele Parrinello (* 1945), Professor für Computational Science 2001–2020. Entwickler der nach ihm benannten Car-Parrinello-Methode.
- Michel Plancherel (1885–1967), 1920–1954 Professor für Mathematik und 1931–1935 Rektor der ETH.
- George Pólya (1887–1985), Professor für Mathematik 1914–1940
- Eugène Rambert (1830–1886), Professor für französische Literatur 1860–1881
- Franz Reuleaux (1829–1905), 1856–1864 Professor für Maschinenlehre. Systematisierte mit „Der Construkteur“ (1861) und „Theoretische Kinematik“ (1875) den Maschinenbau. War massgeblich an der Entwicklung des Otto-Motors beteiligt.
- Roland Ris (* 1939), 1976–2004 Professor für deutsche Sprache und Literatur
- Aldo Rossi (1931–1997), 1972–1974 Gastprofessor für Architektur, gewann 1990 den Pritzker-Preis
- Heinz Rutishauser (1918–1970), Mathematiker, 1962–1970 Professor für Computer-Wissenschaft. Computer-Pionier.
- Jean Rudolf von Salis (1901–1996), 1935–1968 Professor für Geschichte in französischer Sprache. Verfasste vielbeachtete Radioberichte zur Weltlage während des Zweiten Weltkriegs und Analysen des Zeitgeschehens, z. B. „Schwierige Schweiz“ (1968).
- Karljosef Schattner (1924–2012), 1989–1991 Gastprofessor für Architektur
- Walter Schädelin (1873–1953), 1924–1940 Professor für Waldbau. Bedeutender Forstwissenschaftler, Schöpfer der Auslesedurchforstung als Erziehungsbetrieb höchster Wertleistung.
- Karl Schmid (1907–1974), 1943–1974 Professor für deutsche Sprache und Literatur, 1953–1957 Rektor, Experte für militärische Landesverteidigung, Präsident des Schweizerischen Wissenschaftsrats, war als liberal-konservativer Intellektueller eine wichtige Stimme, z. B. mit „Unbehagen im Kleinstaat“ (1963).
- Hermann Amandus Schwarz (1843–1921), Professor für Mathematik 1869–1875
- Gerold Schwarzenbach (1904–1978), 1955–1973 Professor für anorganische Chemie, leistete mit seinen Arbeiten über EDTA Pionierarbeit.
- Gottfried Semper (1803–1879), 1855–1871 Professor für Architektur. Erbaute das Opernhaus von Dresden und entwarf das ETH-Hauptgebäude.
- Eduard Stiefel (1909–1978), 1942 Privatdozent für höhere Mathematik, 1943 Ordinarius für das gleiche Lehrgebiet, ab 1953 für angewandte Mathematik, Computerpionier, reaktivierte Konrad Zuses Z4 und baute die ERMETH, die elektronische Rechenmaschine der ETH, einen der ersten Computer Europas.
- Aurel Stodola (1859–1942), 1892–1929 Professor für Maschinenbau. Weltweit anerkannter Fachmann für Dampf- und Gasturbinen, prägte Generationen von Maschinenbauern und formulierte eine „Weltanschauung vom Standpunkte des Ingenieurs“ (1931).
- Alexandre Thériot (* 1972), Professor für Architektur und Entwurf
- Friedrich Traugott Wahlen (1899–1985), 1943–1951 Professor für Pflanzenbau. Experte für Landesversorgung im Zweiten Weltkrieg („Plan Wahlen“), 1949–1958 Direktor der UNO-Ernährungsorganisation FAO, 1959–1965 Bundesrat (BGB).
- Hermann Weyl (1885–1955), 1913–1930 Professor für höhere Mathematik. Hervorragender Mathematiker auf den Gebieten der Funktionentheorie, der Algebra, der Differentialgeometrie, der Analysis und der Zahlentheorie
- Niklaus Wirth (1934–2024), 1968–1999 Professor für Computer-Wissenschaften bzw. Informatik. Weltweit anerkannter Pionier des Computerzeitalters, erfand die Programmiersprachen Pascal (1970), Modula-2 und Oberon und einen der ersten Personal Computer „Lilith“ (1979/80).
- Raphael Zuber (* 1973), Architekt und Gastdozent

## Absolventen (Auswahl)

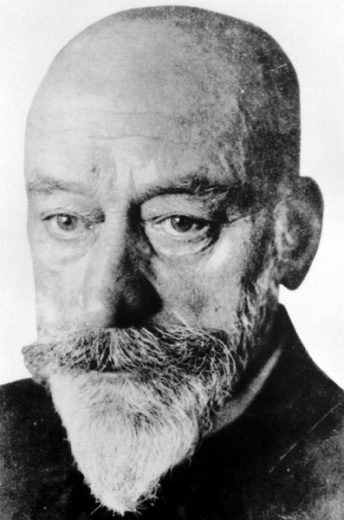
Hendrik Petrus Berlage (1856–1934)

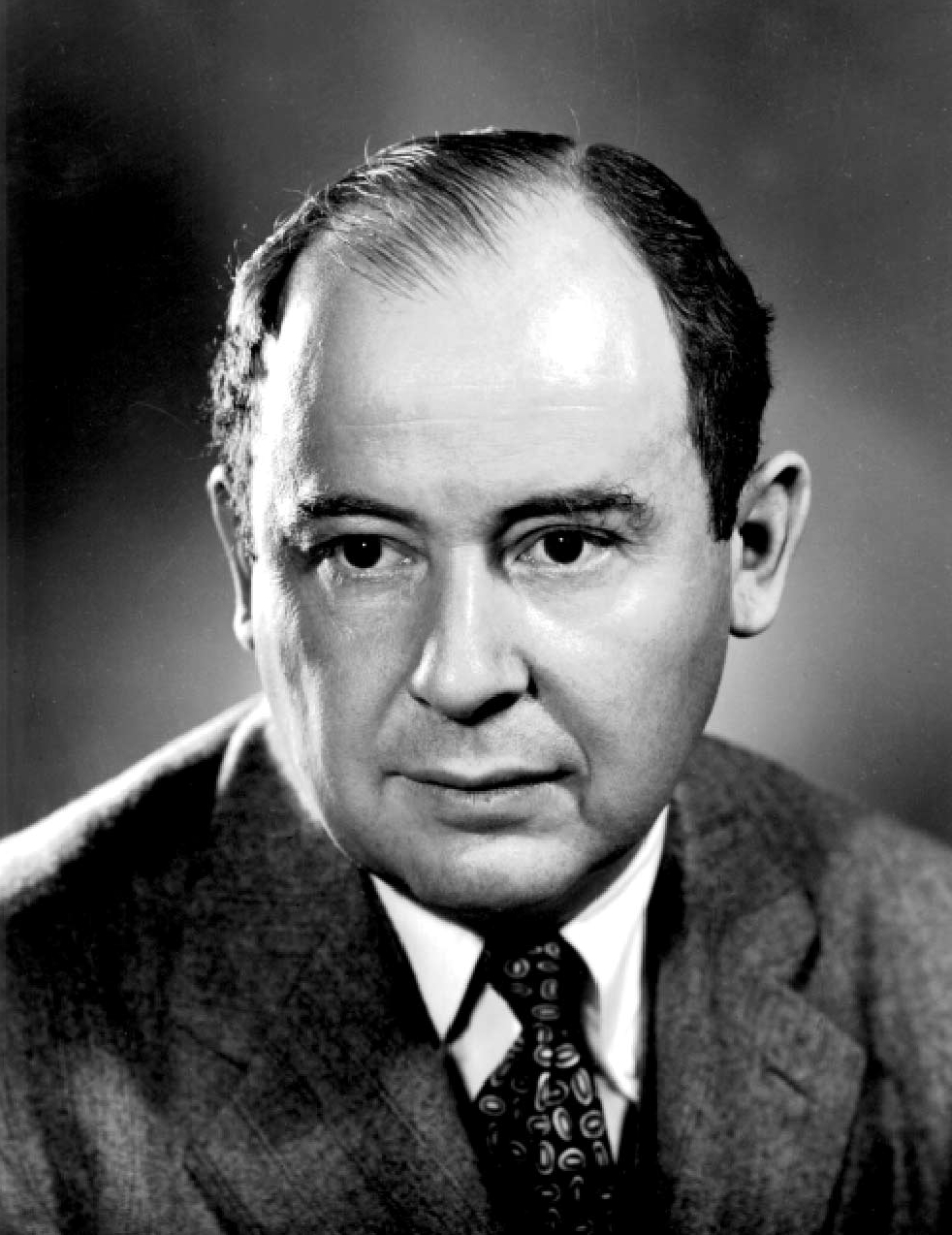
John von Neumann um 1952

- Othmar H. Ammann (1879–1965), Bauingenieur, arbeitete in den USA an zahlreichen Stahlfachwerkbrücken mit. U.a. Expertentätigkeit beim Bau der Golden Gate Brücke, Bau der Verrazano-Narrows-Hängebrücke in New York.
- Heinrich Berchtold (1844–1907), Unternehmer und Politiker
- Hendrik Petrus Berlage (1856–1934), niederländischer Architekt
- Santiago Calatrava (* 1951), Architekt und Bauingenieur
- Pierre de Meuron (* 1950), Architekt
- Theodor O. Diener (1921–2023), Pflanzenpathologe und Entdecker der Viroide
- Ernst Dübi (1884–1947), Generaldirektor der Von Roll Gerlafingen. Schloss mit Gewerkschaftsführer Konrad Ilg das Friedensabkommen von 1937, das der Schweiz weitgehenden Arbeitsfrieden brachte.
- Hans Albert Einstein (1904–1973), Bauingenieur und Sohn Albert Einsteins
- Max Frisch (1911–1991), Architekt und Schriftsteller, kritisierte in „Homo Faber“ (1957) die technokratische Selbstverständlichkeit des empfindungsarmen Macher-Ingenieurs.
- Markus Grob (1952–2021) Architekt, Autor und Hochschullehrer
- Julius Gujer (1855–1940), Unternehmer und freisinniger Politiker
- Severin Hacker (* 1984), Schweizer Informatiker und Mitgründer der Sprachlernplattform Duolingo
- Jacques Herzog (* 1950), Architekt, Mitbegründer des Architekturbüros Herzog & de Meuron.
- Peter Hutter (* 1984), Architekt und Gastprofessor
- Johann Mathias von Holst (1839–1905), baltisch-deutscher Architekt
- John C. Houbolt (1919–2014), US-amerikanischer Flugzeugingenieur, der das Mondumlaufbahn-Rendezvous des Apollo-Programms bei der NASA durchsetzte.
- Beat Jans (* 1964), diplomierter Umweltnaturwissenschaftler und Bundesrat
- Jürgen Kienle (1938–1996), deutsch-US-amerikanischer Geophysiker und Hochschullehrer
- Maurice Koechlin (1856–1946), Baustatiker
- Giacomo Lepori (1843–1899), Bauingenieur und Architekt
- Robert Maillart (1872–1940), Bauingenieur und Unternehmer, konstruierte viele richtungsweisende Bogenbrücken und entwickelte die unterzugslose Pilzdecke für Industriebauten.
- Claude Martin (* 1945), Biologe, Umweltschützer, Generaldirektor WWF international
- Andreas Meier (* 1951), Informatiker, studierte Mathematik an der ETH
- Iwan Abramowitsch Morosow (1871–1921), russischer Kunstsammler
- Gustave Naville (1848–1929), Maschinenbauingenieur und Unternehmer. Pionier der schweizerischen Maschinen- und Metallindustrie, Gründer der Alusuisse und Promotor der wichtigsten Industrieverbände.
- John von Neumann (1903–1957), Mathematiker und Computer-Pionier, studierte Chemie an der ETH
- Jürg Oleas (* 1957), Manager im Maschinenbau
- Ferdinand Piëch (1937–2019), Enkel von Ferdinand Porsche, Studium des Maschinenbaus und Ehrendoktor der ETH (1999), 1993–2002 Vorstandsvorsitzender der Volkswagen AG (2002–2015), VW-Aufsichtsratsvorsitzender.
- Emil Rathenau (1838–1915), Gründer der Firma AEG
- Bruno Reichlin (* 1941), Architekt
- Fabio Reinhart (* 1942), Architekt
- Walter Ritz (1878–1909), Mathematiker und Physiker, studierte an der ETH (zusammen mit Einstein), von ihm stammt unter anderem das Ritz-Verfahren (technische Mechanik) und das Ritzsche Kombinationsprinzip (Physik).
- Albert Rösti (* 1967), Agraringenieur und Bundesrat
- Johann Schneider-Ammann (* 1952), Elektroingenieur und Bundesrat
- Jörg Sennheiser (* 1944), geschäftsführender Gesellschafter und Aufsichtsratsvorsitzender des Familienunternehmens Sennheiser electronic GmbH & Co. KG und Honorarprofessor an der Gottfried Wilhelm Leibniz Universität Hannover und Vize-Präsident der ETH Alumni-Vereinigung.
- Peter Sehr (1951–2013), deutscher Autorenfilmer
- Volker Staab (* 1957), deutscher Architekt
- Hans Streuli (1892–1970), Architekt und Bundesrat
- Hans Studer (1875–1957), Ingenieur
- Hugo Thiemann (1917–2012), Elektroingenieur, Leiter Battelle Genf, Generaldirektor F&E Nestlé/Nestec, Mitgründer des Club of Rome
- Suzanne Thoma (* 1962), Schweizer Managerin und Stiftungsrätin der ETH Foundation
- Bernard Tschumi (* 1944), Architekt
- Luigi Vanoni (1854–1940), Direktor der Schweizer Obertelegrafendirektion
- Kaspar Villiger, (* 1941), Maschineningenieur und Bundesrat
- Hansjörg Wyss (* 1935), Unternehmer
- Raphael Zuber (* 1973), Architekt
- Fritz Zwicky (1898–1974), Astronom, erhielt 1972 die Goldmedaille der Royal Astronomical Society